# Antaeotricha arizonensis
Ferris's Antaeotricha Moth (Antaeotricha arizonensis) là một loài bướm đêm thuộc họ Oecophoridae. Nó được tìm thấy ở mountain ranges ở tây nam Arizona và tây nam New Mexico.
Chiều dài cánh trước khoảng 9–11 mm và Sải cánh khoảng 21 mm. Con trưởng thành bay từ giữa tháng 6 đến tháng 10, suggesting more than one generation.
Larvae have been reared from Quercus hypoleucoides.